# Seres: Génesis
Seres: Génesis es una película mexicana de ciencia ficción, dirigida por el director de cine regiomontano Ángel Mario Huerta y producida por la compañía Huma Films. Los ingredientes de este filme son: Profecías mayas del rey Pakal, platillos voladores, misticismo, arqueólogos en acción, cazadores de ovnis y efectos especiales; terminó de rodarse el pasado 23 de diciembre de 2007.
Con una inversión de dos millones de dólares y un reparto encabezado por Gonzalo Vega, Manuel Balbi, Alejandra Barros, Arturo Delgado, Liz Gallardo, Humberto Busto, entre otros, el filme se rodó en locaciones de Monterrey, con una tecnología única en Hispanoamérica una cámara Red One con alta resolución--, que apenas comienza a ser explorada para las grandes producciones de Hollywood. Se estrenó en México el 23 de septiembre de 2010. La fotografía de Seres: Génesis está a cargo de Alejandro Cantú; edición, Gabriel Ramos; diseño de producción, Enrique Echeverría; y música, Porcelana y Marcelo Treviño. Los efectos están a cargo de Armando Guajardo y Daniel Cordero.

## Sinopsis
El año es 2010. La empresa mexicana, Owal Technologies, líder en tecnología y su directora general, Mariel, se encuentran investigando los fenómenos paranormales mediante su secreta Sección B. Graco, líder del grupo de arqueólogos de la empresa, se encuentra buscando los códices dejados por el Rey Pakal, uno de los últimos reyes Mayas y conocido por profetizar el final de su calendario con una fecha exacta, día y hora en que esto sucederá.
Al mismo tiempo, el gobierno estadounidense, investiga los fenómenos paranormales y decide ya no seguir con la alianza que formaba con Owal Tec. Esto y algunos acontecimientos recientes y de suma importancia, obligan a la empresa a acelerar sus investigaciones. Con el equipo de investigadores, Owal Tec, mediante su sección B, comienza a atar los lazos que unen a los fenómenos paranormales con las antiguas profecías de nuestros ancestros. Esto nos llevará a darnos cuenta de que “desde el comienzo de los tiempos, ellos han estado entre nosotros”.

## Reparto
- Gonzalo Vega como profesor Owen.
- Alejandra Barros como Mariel.
- Manuel Balbi como Graco.
- Humberto Busto como Martín / Uffo.
- Arturo Delgado como Vega.
- Liz Gallardo como Emma.
- Ana Luisa Guerrero como Fernanda.
- José María Torre como Bernardo.

## Secuelas
La cinta formaba parte de un ambicioso proyecto dividido en tres etapas: Seres: Génesis, que se presentó como película; luego una serie para televisión titulada Seres: Evolución, que constaría de seis capítulos; y, por último, el largometraje Seres: Extinción, que concluiría la saga.

## Crítica
La cinta ha sido criticada y se estima que está dividida con un 80% mala y 20% como buena. Diversas discusiones en foros de la web lo demuestran. La prensa Mexicana la ha calificado con 1 estrella lo que significa que es "mala" para los estándares de prensa.

## Cameos
En la película aparece el ufólogo mexicano Jaime Maussan. Esto sucede mientras los dos compadres esperan en el autolavado y empiezan a discutir sobre los extraterrestres y los videos que hacen, argumentando que estos son una gran mentira, en eso un empleado del autolavado le entrega las llaves a Jaime Maussan, las cuales traen un llavero de la cabeza de un extraterrestre. Los compadres se quedan atónitos al ver que el ufólogo estaba con ellos.